# ヴァイパー (ケロロ軍曹)
ヴァイパーは、吉崎観音原作の漫画『ケロロ軍曹』およびその派生作品に登場する架空の宇宙人である。
アニメ版での声優は全て飛田展男が担当。

## 特徴
ヘビのコブラによく似た顔を持つ宇宙人。名前にもなっているヴァイパーとは「毒蛇」「クサリヘビ科」の意である。
ヘビとカエルの関係から、ケロン人の敵として登場する天敵型宇宙人である。作品中には血縁関係にある多くのヴァイパーが登場するため、「ヴァイパー兄弟」「ヴァイパー一族」と総称されることもある。
アニメ版の登場回数は32回（劇場版の『武者ケロ』は除く）。フラッシュアニメ版にも登場している。

## キャラクター

### 最初に登場したヴァイパー
原作第56話・アニメ第13話Bパートでそれぞれ初登場したヴァイパー。名前は登場ごとに変更される（後述）ため、ここでは「最初に登場したヴァイパー」と記述する。
ケロン人の天敵だが、アニメではケロロの父を苦手としていた。赤いシャツを着て左腕には「サイコガン」を装備している。特技は変装（サイコガンも隠れる）。一人称は「俺様」。
アニメではこのヴァイパー以外にもかなり多くのヴァイパーが登場している（以下を参照）。ヴァイパー（兄）をきっかけにして、3rdシーズンまでは新ヴァイパーの登場ごとに家系図が登場し、複雑に入り組んだ続柄を紹介するのが定番だったが、前述の「メカヴァイパーR」以降は末尾のアルファベットに特殊な読みをさせるのが定番となっている。続柄・アルファベットの読みともに「括弧」も含めて読み上げられる。

#### 性格
初登場時にケロロ小隊と戦って敗北した。このとき「戦隊ヒーローにはやられなくてはならない」という特撮怪人魂を植えつけられ、ドロロのことを「永遠のライバル」視するようになった。
非常にしつこい性格で、世間からは悪名高いとされている。アニメでは過去に妻に離婚され子供も引き取られた経験があり、無邪気な子供には弱い一面も持っている。同じくアニメでは親孝行をしていないことを気にしている。
アニメ第272話Aパートでは地球のアパート「モタナ荘」に住んでおり部屋は556の部屋の左隣だったが、同話Bパートではモタナ荘を出ており（冒頭にて「ホームレス生活はつらい」と言っていたことから）、その後は公園で生活している（第275話Bパートより）。
また、採石場が好きらしい（第275話Bパートにおけるケロロの発言より）。

#### 名前の変容
登場のたびに名前を変えており、またアニメと原作で名前が異なる場合がある。
第275話Bパートでも登場したが、このときは名前の設定がなかった。
ヴァイパー・R（ヴァイパー・リサイクル）／メカヴァイパー（本人）
ヴァイパー・R（ヴァイパー・リサイクル）は原作第110話で、メカヴァイパー（本人）はアニメ第121話で、それぞれ使用。ゾルル兵長のように左半身をサイバネティクス化し、「ガ〜ラガラガラ……」と共鳴を発するようになり、語尾に「ガラ」を付けて話すようになった。
ただし、左腕のサイコガン風の武装がクロー付に強化されている。ナメクジのヌメヌメした皮膚とその粘液はサイバネティクス化した左半身に影響する（左半身の装甲がナメクジの持つ粘液によって腐食してしまう）ため、ナメクジやウェットルキングを苦手としている（アニメ第272話Aパートより）。
メカヴァイパーR（メカヴァイパーリターン）
上記のメカヴァイパー（本人）が第143話Aパートで名前を変えて登場したものであり、その後第152話でも同じ名前で登場している。
メカヴァイパーR（メカヴァイパーリベンジ）
第156話Aパートに登場。
メカヴァイパーRX（メカヴァイパーアールエックス）
第206話Aパートに登場。ナレーターは、「RX」部分を「リラックス」と紹介した。
メカヴァイパーCX（メカヴァイパーコンプレックス/メカヴァイパークライマックス）
第232話に登場。AパートとBパートで読みが異なっており、Aパートが前者の読みでBパートが後者の読み。
メカヴァイパーT-600（メカヴァイパーティーろっぴゃく）
第272話両パートに登場。

### 婆胃歯亜 痔用乃助
読みは「ばいぱあ じょうのすけ」。本来は「ヴァイパー」だが、ふりがなでは「ばいぱあ」と振られている。
アニメ第148話Bパートで登場。『武者ケロ』の武者ヴァイパーたち以外で、漢字の名前が割り振られた珍しい例。
メカヴァイパーRには「婆胃歯亜痔用（ばいぱあじょう）」と言われており、両者に何らかのつながりがあるが正確なつながりは不明である（ただし続柄に「担任」「連帯保証人」「隣人」「恩人」などとあるので両者は明らかに他人である）。
戦闘力はドロロ以上。400年前に桜吹雪の宇宙警察官（ポヨン）と戦って負け、"銀シャリの太刀"（なお、この太刀と対をなす"金シャリの太刀"はポヨンが持っている）をなくし宇宙島流しになるが、脱獄に成功し銀シャリの太刀を探しに地球に来た。しかしポヨンに再び捕まり、御用となった、第152話に再登場。

#### 容姿・性格
隻眼で、後ろから見るとチュー兵衛様（テーマパークのマスコットキャラクター）のように見える。語尾に「ジャラ」とつけて話す。
彼の祖母いわく、「背中の3本の線（チュー兵衛様のひげの部分に見えるもの）は極悪宇宙人の正統な証」らしい。
アニメ版ケロロ軍曹の設定製作スタッフ、轟大河の名を叫ぶ部分がある。

### その他のヴァイパー
『武者ケロ』に登場した武者ヴァイパーについては当該記事を参照。
ヴァイパー（兄）
アニメ第57話Aパートで登場。弟の敵として、ケロロ小隊の弱点をすべて調べ上げた上で彼らと戦う。しかし、アジトへの行き方を教えたり、アジトがわかりやすすぎたりなど敵としておかしな点もある。結局は敗北し、最後は巨大化したが、ケロロもフラッシュスプーンで巨大化したため逃亡した。第74話再登場、ヴァイパー（姉）の結婚式參加。
ヴァイパー（祖父）
アニメ第74話で登場。ヴァイパー（姉）の結婚式に来たヴァイパー。ひげを生やしており、パイプをくわえている。
ヴァイパー（従兄弟）
アニメ第74話で登場。ヴァイパー（姉）の結婚式に来たヴァイパー。
ヴァイパー（上から2番目の兄）
アニメ第74話で登場。ヴァイパー（姉）の結婚式に来たヴァイパー。
ヴァイパー（姪）
アニメ第74話で登場。ヴァイパー（姉）の結婚式に来たヴァイパー。顔の色は赤色。
ヴァイパー（妹のカレシの友達）
アニメ第74話で登場。ヴァイパー（姉）の結婚式に来たヴァイパー。顔の色は茶色で、帽子を逆向きにかぶっており、眼鏡をかけている。パイナップルがかかれたシャツを着ていた。
ヴァイパー（大叔父）
アニメ第74話で登場。ヴァイパー（姉）の結婚式に来たヴァイパー。
ヴァイパー（長老）
アニメ第74話で登場。ヴァイパー（姉）の結婚式に来たヴァイパー。顔の色は灰色で、ヴァイパー（祖父）より長いひげを生やしている。
ヴァイパー（パパ）
アニメ第74話で登場。ヴァイパー（姉）の結婚式に来たヴァイパー。顔の色は黄土色で、はちまきをつけている。
ヴァイパー（子分）
アニメ第74話で登場。ヴァイパー（姉）の結婚式に来たヴァイパー。
ヴァイパー（おいらん）
アニメ第74話で登場。ヴァイパー（姉）の結婚式に来たヴァイパー。顔の色は赤色で、着物を着ている。
ヴァイパー（通りすがり）
アニメ第74話で登場。ヴァイパー（姉）の結婚式に来たヴァイパー。顔の色は茶色。
ヴァイパー（商人（あきんど））
アニメ第74話で登場。ヴァイパー（姉）の結婚式に来たヴァイパー。顔の色は小豆色。
ヴァイパー（初孫（はつまご））
アニメ第74話で登場。ヴァイパー（姉）の結婚式に来たヴァイパー。顔の色は薄い青色。まだ赤ん坊であり、「ヴァイパーでちゅ」と言っていた。
ヴァイパー（姉）
アニメ第74話で登場。結婚式を挙げたヴァイパー。顔の色は薄い紫色。
ヴァイパー（遠い親戚）
アニメ第78話で登場。最初に登場したヴァイパーの父方の祖母の妹の息子の嫁のいとこの孫。「怪盗ヴァイパー」を名乗り、34の惑星で107もの罪を犯したという。トロンクアガンの埋蔵金を狙い、ケロロ小隊や冬樹&ジェシカと大激闘をするが結局は逮捕された。
頭脳明晰で過去のヴァイパーと違って妙なノリもなく、かなりの強敵だった。変装にも精通しており、ケロロに化けた際は親友である冬樹にすら見破られなかった（タママのタママ・インパクトにより判別に成功）。
ヴァイパー（手下その1）
アニメ第78話で登場。ヴァイパー（遠い親戚）の手下。ヴァイパーの宇宙船のレーダーの監視役。
ヴァイパー（手下その2）
アニメ第78話で登場。ヴァイパー（遠い親戚）の手下。宇宙船内を見回っていたところ、ジェシカに気絶させられた。
ヴァイパー（手下その3）
アニメ第78話で登場。ヴァイパー（遠い親戚）の手下。ケロロたちの檻の見張り役。ギロロの女装に驚いていたところ、同じくジェシカに気絶させられた。
ヴァイパー（手下その9 ・11 ・17 ・21 ・28 ・38）
アニメ第78話で登場。ヴァイパー（遠い親戚）の手下。「ヴァイパー（その他大勢）」と略された。また、手下は全員宇宙警察に捕まった。
ヴァイパー（母）、（息子）
アニメ第109話Bパートで登場。前述したどのヴァイパーとも無関係の、ケロン人に対して敵でない（といっても一時的ではあるが）ヴァイパーの親子。宇宙母の日に銀河鉄道内で再会した。なお、ヴァイパー（母）の一人称は「私（あたくし）」。
ヴァイパー（?）
ヴァイパー（老人）
アニメ第124話で登場。幼少期のケロロたちに優しく接した年老いたヴァイパー。
海賊ヴァイパー
アニメ第124話で名前が登場（本人は未登場）。ヴァイパー（老人）の弟の嫁のいとこの祖父のはとこの孫（要するに、血はつながっていない）であるヴァイパー。
某ヴァイパー
アニメ第138話Aパートで名前が登場（本人は未登場）。ショーの対戦相手としてケロロが決闘を申し込んでいたが、「その日は田舎へ帰る」という理由で断られた。
ヴァイパー（青年）
アニメ第190話Aパートに登場。宇宙人街で売られていたストラップ（サイコフレームのパロディ）を巡ってギロロと激闘を繰り広げた、その後和解。
ヴァイパーA ・B ・ C ・D
以上4人、アニメ第275話Bパートで登場。ケロロがメカヴァイパーを探している最中に出会ったヴァイパー。アルファベットの読みは不明。
ヴァイパー（変装の名人）
アニメ第317話Aパートに登場。ケロロと日向家を襲ったヴァイパー。初めはサブローに変装してケロロを襲撃。その後日向家に入り、ケロロに変装して周りの人に「この中にヴァイパーがいる」とあらぬ疑いをかけるも、ドロロにより変装がばれて退散。その後帰ってきた本物のケロロはヴァイパーだと疑われることになった。
ヴァイパー（商店会会長）
アニメ第343話Bパートに登場。赤い鉢巻とハッピを着用している。ケロロ小隊と夏美・冬樹・モア・556を拉致してガラポンの玉に変え、ヴァイパー商店会の福引の当たり玉兼副賞にしようとしたが、唯一逃れたラビーにより脱出に成功した556に退治される。
ヴァイパー（主婦たち）
アニメ第343話Bパートに登場。ヴァイパー（商店会会長）が開催した福引の客の主婦たち。ラビーに襲いかかるが、全員退治された。
ロボヴァイパー
アニメ第354話Aパートに登場。未来の世界から来たヴァイパー。「ヴァイパー（元祖）が安心してケロン人と戦えるようにするため」との理由で、ケロロに決闘を申し込んだ（実際に相手になったのはケロン人型ロボット・RD-00）。体の左半分が機械化している。
ヴァイパー（元祖）
アニメ第354話Aパートに登場。体の機械化はされていない。ロボヴァイパーに「ヴァイパー様」と呼ばれている。
「元祖」とあるが、最初に登場したヴァイパーと同一人物かどうかは明かされていない。
他に、アニメで「ケロロ小隊に倒された（最初に登場した）ヴァイパーのひーじーさん（曾じいさん・曾祖父）の弟の長女の養子の次男の息子のいとこのはとこ」なるヴァイパーが名前だけ登場していた。「養子」のふりがなに誤りがあり、「養」に「よ」、「子」に「うし」と振られていた。また、第158話でケロロは過去映像のDVD登場、第159話Aパートでクルルのトレーディングカードの名前登場。第238話Aパートでも、ケロロが参加したクイズ番組の対戦相手として一瞬だけ登場している（このときの名前は不明）。
また、第106話Aパートでは宇宙人街の飲み屋でトグロを巻いている（酔っ払っている）ヴァイパーが登場した（台詞はなし）が、このときのテロップでは（ヴァイパー）としか表示されなかった。

#### 名前が判明していないもの
アニメ第289話Aパートにおけるヴァイパー
ガルルがかつて所属していたケロン軍第389大隊を襲ったとされる複数のヴァイパー。なお、これは同話におけるテレビショッピングのために作られたギロロの過去に関するうその話の中で登場したものであり、実在したかどうかは不明である。
アニメ第289話Bパートにおけるヴァイパー
ケロロの両親が乗った宇宙船を襲ったヴァイパー。うそを実現させる「ダレカイイヒトデキタノネシステム」の効果で、ケロロがついたうそにより登場。
アニメ第296話Bパートにおけるヴァイパー
ドイナーカ星で開催されたレースに参加していたヴァイパー。レース終盤にはギロロと首位争いをしていた。言葉遣いはメカヴァイパーにほぼ酷似している（「ガ〜ラガラガラ……」と共鳴を発する）。
アニメ第303話におけるヴァイパー
「ケロゼロ」回での登場。ケロロたちが地球侵略に向けて乗っていたグランドスターを襲ったヴァイパー。

### アニメ未登場のキャラクター
原作第98話におけるヴァイパー
原作第98話で登場。地球人に変装し地球で静かに暮らしていた。アリサに襲われた際に自ら変装を解いた事が仇となり、狩られてしまった。
ヴァイパーV3
原作第102話で登場。額と後頭部に「V」の右下に「3」をつなげたようなマークがある。「ガラガラガラ……」と共鳴を発し、語尾に「ガラ」とつけて話す。
原作第102話におけるヴァイパー
前述のヴァイパーV3の姉の友人の知人のメル友。アリサに狩られ、消されてしまった。
ヴァイパーモミ
最初に登場したヴァイパーから力を受け継いだ地球人。原作第210話以降より登場。詳細はケロロ軍曹の登場人物一覧#その他重要人物を参照。